# Sombra
Sombra er en dansk kortfilm fra 2016 instrueret af Kristian Sejrbo Lidegaard.

## Handling
Anna er på pligtvisit hos barndomsveninden Julie, der stadig bor med sin mor, Sonja, på Møn. Ved den hvide, stejle klint slikker de tre kvinder sol, indtil skyerne glider for og kaster en skygge over sommeridyllen.

## Medvirkende
- Charlotte Munck, Sonja
- Victoria Carmen Sonne, Julie
- Emma Sehested Høeg, Anna